# Atemptat d'Oklahoma City
L'atemptat d'Oklahoma City va ser un atac amb bombes contra l'edifici federal Alfred P. Murrah, ubicat a la capital de l'estat estatunidenc d'Oklahoma, comès per l'extremista antigovernamental d'ideologia racista i ultradretana Timothy McVeigh el 19 d'abril de 1995.
McVeigh, amb la col·laboració de Terry Nichols, un altre militant anti-governamental, detonà una camioneta carregada amb 2.300 kg d'explosius que ell mateix havia aparcat davant l'edifici federal d'Oklahoma City. La detonació destruí bona part de l'edifici i va causar 168 morts (19 dels quals eren infants menors de sis anys) i més de 680 ferits. Es considera que és el pitjor atac terrorista que s'ha comès mai en sòl estatunidenc fins als atemptats de l'11 de setembre de 2001.
McVeigh justificà l'atemptat com una revenja contra el Govern Federal pel setges de Waco i Ruby Ridge.
Timothy McVeigh fou jutjat i condemnat a mort l'any 1997 i executat per injecció letal l'11 de juny de 2001. Nichols, al seu torn, fou condemnat a diverses cadenes perpètues sense possibilitat de llibertat condicional.
L'edifici Murrah va haver de ser demolit completament i on s'alçava s'hi va construir un parc monumental en memòria de les víctimes de l'atemptat.